# Nigerian Breweries
Nigerian Breweries plc ist ein nigerianisches Unternehmen, das seinen Sitz in Lagos hat. Es ist der größte nigerianische Bierhersteller und bedient überwiegend den nigerianischen Markt. Es werden zwei Produktfamilien hergestellt:
- Bier: Star, Gulder, Legend, Heineken und Amstel Malta;
- alkoholfreie Malzgetränke: Die Marken Fayrouz und Maltina.

Ende 2021 verfügte die Gruppe über neun Brauereien und zwei Mälzereien in Nigeria. Die Produkte werden auch in Teile Afrikas und des Nahen Ostens und Asiens exportiert.
Im Jahre 2020 hält die niederländische Brauereigruppe Heineken eine Mehrheitsbeteiligung von 56,13 %.
Das Unternehmen ist an der Nigerian Stock Exchange gelistet und Teil des gleichnamigen Indexes NSE.

## Geschichte
Die Idee, eine Brauerei in Lagos zu gründen, wurde zuerst von der United Africa Company vor dem Zweiten Weltkrieg gefördert. Erst nach Kriegsende wurden konkrete Schritte unternommen, um ein solches Projekt auf den Weg zu bringen. UAC hatte keine Erfahrung in der Bierherstellung, was dazu führte, dass das Unternehmen eine Vereinbarung mit Heineken und anderen Handelsunternehmen in Nigeria einging. Das Unternehmen wurde 1946 als Nigerian Brewery Limited gegründet. Der Bau der Brauerei begann 1947 in Iganmu, Lagos und wurde 1949 abgeschlossen. Die erste Flasche seiner Marke, das STAR Lager, rollte im Juni 1949 von den Abfülllinien der Brauerei in Lagos.
1957 nahm das Unternehmen seine zweite Brauerei in Aba in Betrieb, und der Name wurde in  Nigerian Breweries Limited geändert. Es folgte die Kaduna Brewery im Jahr 1963. Das Unternehmen wurde im Jahr 1973 an der nigerianischen Börse notiert.
Im Jahr 1982 wurde die Lbadan Brewery übernommen. 1990 wurde der Name des Unternehmens in Nigerian Breweries plc geändert, um seinen Status als Aktiengesellschaft widerzuspiegeln. 1993 erwarb das Unternehmen seine fünfte Brauerei in Enugu. 2003 wurde eine sechste Brauerei (Ama Brewery) in Amaeke Ngwo im Bundesstaat Enugu in Betrieb genommen. 2008 wurde in Aba eine hochmoderne Mälzerei erworben.
Im Oktober 2011 erwarb das Unternehmen Mehrheitsbeteiligungen an den Unternehmen Sona Systems Associates Business Management Limited mit zwei Brauereien in Ota und Kudenda, Kaduna, und Life Breweries Company Limited mit einer Brauerei in Onitsha.
Nachdem das Star Lager Bier 1949 auf den Markt gebracht wurde, folgte im Jahr 1970 das Guider Lagerbier. Maltina, ein Malzgetränk, wurde 1976 eingeführt, gefolgt vom Extra Stout im Jahr 1992 und einem weiteren Malzgetränk, Amstel Malta im Jahr 1994. Heineken Lagerbier wurde 1998 auf dem nigerianischen Markt wieder eingeführt. Fayrouz, ein alkoholfreies Getränk, wurde 2006 auf den Markt gebracht, während der pflanzliche Energydrink Climax 2010 auf den Markt kam. 2018 wurde das Tiger Lagerbier in das Markenportfolio aufgenommen.